# Ave, sol!
Ave, sol! (oryg. łac., pol. Chwała słońcu!) – wydany w 1910 r. tom poetycki łotewskiego pisarza Rainisa.
Tom Ave, sol! stanowi całość poetycką, którą określa się czasem mianem poematu. Jest on podzielony na cztery części, które składają się z numerowanych cyframi arabskimi wierszy, dość zróżnicowanych formalnie.
Poemat powstał podczas przymusowego pobytu Rainisa na emigracji, w szwajcarskiej miejscowości Castagnola. Zawiera zaczerpnięte z łotewskiego folkloru motywy, którym towarzyszą nawiązania do współczesnej sytuacji ojczystego kraju, przedstawione jednak w metaforyczny, pełen symboliki sposób, dzięki czemu rodzime, łotewskie sprawy i problemy, podniesione zostały do rangi ponadnarodowej, ogólnoludzkiej. Widoczne w zbiorze są elementy poetyckie, typowe dla impresjonizmu i symbolizmu, choć sam Rainis unikał określania siebie mianem symbolisty i impresjonisty.
Tom Rainisa stał się inspiracją dla łotewskiego kompozytora Ādolfa Skulte, który do słów poematu napisał symfonię Nr 2 gis-moll „Ave Sol”. Pierwsze wykonanie symfonii odbyło się w 1959 r.
Fragment utworu Rainisa Ave, sol! został przełożony na język polski i opublikowany na łamach Meandra 2-3/75, s. 59-60.